# Agrostis pourretii
Agrostis pourretii é uma espécie de planta com flor pertencente à família Poaceae. 
A autoridade científica da espécie é Willd., tendo sido publicada em Der Gesellschaft Naturforschender Freunde zu Berlin Magazin für die neuesten Entdeckungen in der Gesammten Naturkunde 2: 290, t. 8, f. 4. 1808.
Em Portugal assume os seguintes nomes comuns: agroste-do-porréte, capim-panasco, erva-fina, erva-sapa, fananco, panasco-rastejante e pintelhos-de-velha.

## Portugal
Trata-se de uma espécie presente no território português, nomeadamente em Portugal Continental e no Arquipélago da Madeira.
Em termos de naturalidade é nativa de Portugal Continental de introduzida no Arquipélago da Madeira.

## Protecção
Não se encontra protegida por legislação portuguesa ou da Comunidade Europeia.